# Umwelthauptstadt Europas Hamburg 2011

Das Logo der Umwelthauptstadt Europas 2011

Im Jahr 2011 war Hamburg Umwelthauptstadt Europas. Am 15. Dezember 2010 übernahm Hamburg den Titel von Stockholm. Viele Bürger und Verbände kristierten die Entscheidung für Hamburg und hielten die Wahl für nicht gerechtfertigt.

## Kriterien

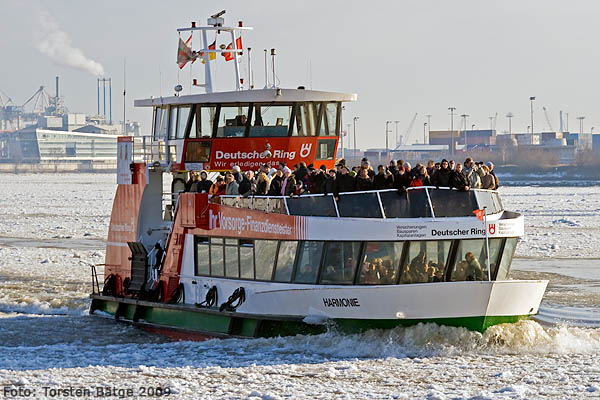
Die Anbindung der Peripherie an den ÖPNV soll in den kommenden Jahren verbessert werden. Die HADAG-Fähren gehören zum ÖPNV in Hamburg

Die Vergabe an die Freie und Hansestadt Hamburg begründete die Jury der EU-Kommission damit, dass der deutsche Stadtstaat in den vergangenen Jahren große Leistungen erbracht und auf der ganzen Bandbreite exzellente Umweltstandards erreicht (hat). Die Stadt hat sehr ehrgeizige Pläne für die Zukunft, die zusätzliche Verbesserungen versprechen. In allen Bewertungskategorien wie Klimaschutz, Mobilität, Luftqualität, Wasserverbrauch und Flächennutzung lag Hamburg im oberen Bewertungsbereich und bot zugleich in fast allen Kategorien Spielraum für Verbesserung.  Bei der Wärmesanierung, den Sonnenkollektoren oder der Abwasserklärung sei Hamburg vorbildlich. Außerdem schien Hamburg als Werbeträger für den Gedanken der „nachhaltigen Metropole“ geeignet.
Von Seiten der Naturschutzverbände wurde Kritik an dieser sehr positiven Bewertung geübt.

## Aktivitäten und Ziele

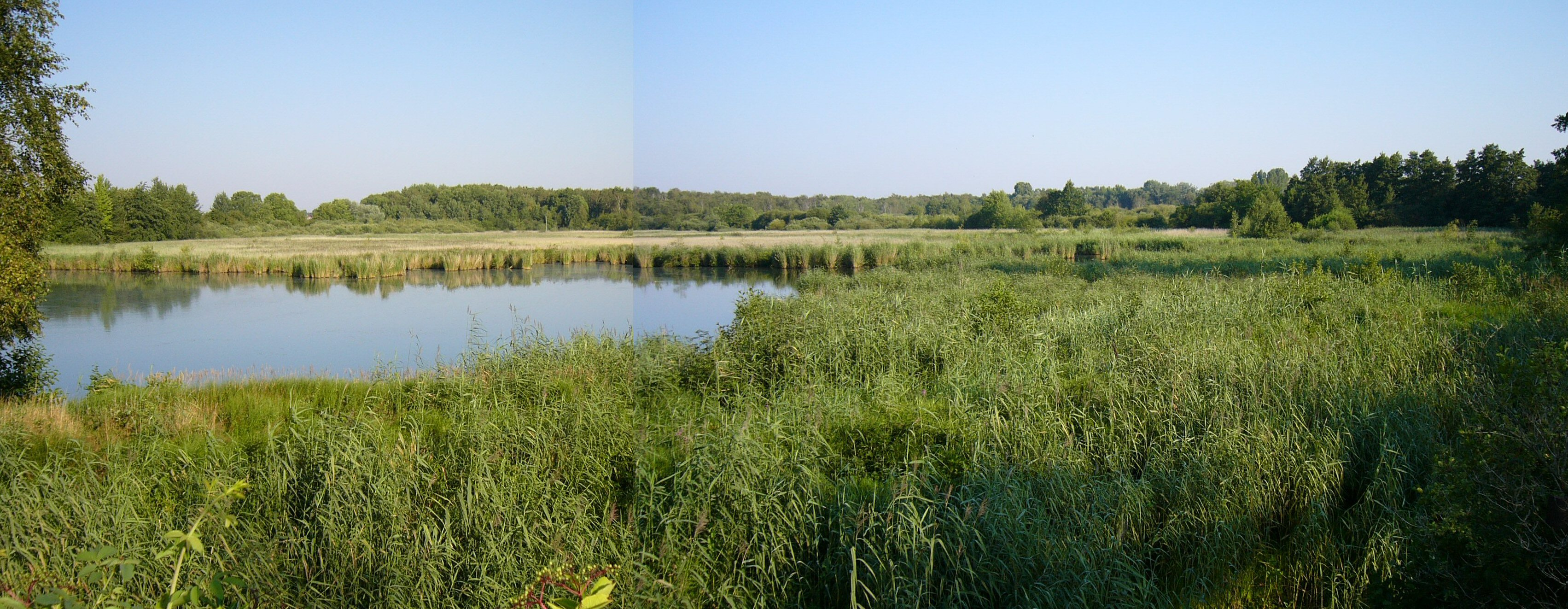
Panorama-Bild des 2011 erweiterten Naturschutzgebiets Die Reit

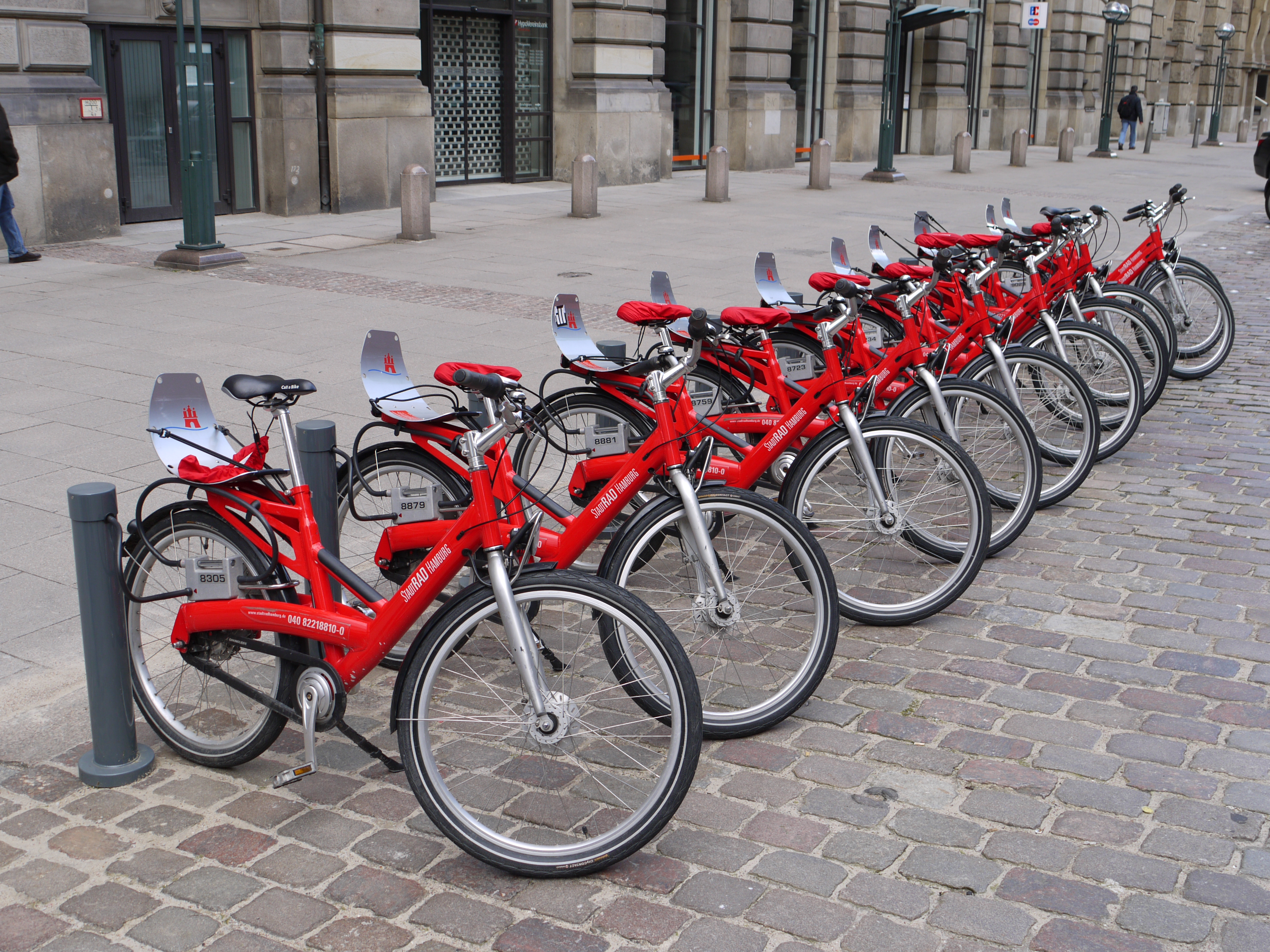
Vorzeigeprojekt StadtRAD Hamburg

Die Stadt setzte sich das Ziel, bis 2020 minus 40 % CO2-Ausstoß zu erreichen, 18 statt 12 % Fahrradverkehr zu erreichen und ein Binnenwachstum statt Zersiedlung zu fördern.
Eine Reihe von Verbänden gründeten die Umwelthauptstadt Hamburg Umweltverbände-Initiative UHU, die die Themen der Umwelthauptstadt kritisch beleuchtet. Sie möchte Anspruch und Realität des städtischen Umwelt- und Naturschutzes in Hamburg gegenüberstellen.
Der BUND Hamburg beteiligt sich nicht an der Umwelthauptstadt, veranstaltet aber eine kritische Veranstaltungsreihe zu ihr. Themen waren die das städtische Grün und die Artenvielfalt und weiteren Themen.

### Veranstaltungen
Die Behörde für Stadtentwicklung und Umweltschutz organisierte die Veranstaltungen, Mittelvergabe und Öffentlichkeitsarbeit der Umwelthauptstadt. Als Kernthemen benannte sie die Schlagwörter „Mobilität“, „Klima & Energie“, „Natur & Stadtgrün“, „Stadtentwicklung & Wohnen“, „Ressourcenschutz & Wirtschaften“ und „Nachhaltiger Konsum“.
Der „Zug der Ideen“ reiste ab April 2011 durch 18 europäische Städte. Die rollende Ausstellung präsentiert ökologische Projekte aus Themenbereichen wie „Stadtentwicklung und Wohnen“, „Mobilität“ und „Konsum“. Der „Zug der Ideen“ hat das Ziel, „Visionen für die Städte der Zukunft“ vorzustellen. Siemens unterstützt die Europäischen Umwelthauptstadt Hamburg mit Geld- und Sachleistungen von mindestens einer Million Euro, darunter auch das Zug-Projekt. Insgesamt kostet die Kampagne vier Millionen Euro.
Die Naturschutzjugend (NAJU) im NABU Hamburg veranstaltete zur Umwelthauptstadt im September 2011 den Jugendumweltgipfel „Wir machen Stadt“, der im Wesentlichen aus Mitteln des Senats gefördert wurde. Am Gipfel nahmen zwischen 350 und 400 Jugendliche und Erwachsene aus Hamburg und dem Umland teil. Im Vorfeld waren eine Reihe von kleineren Umweltprojekten von Jugendverbänden und Schulen durch den JUG finanziell gefördert worden.
Als Höhepunkt wurde die zum dritten Mal stattfindende „Hamburger Klimawoche“ vom 23. bis 30. September 2011 genannt.

## Kritik und Konflikte

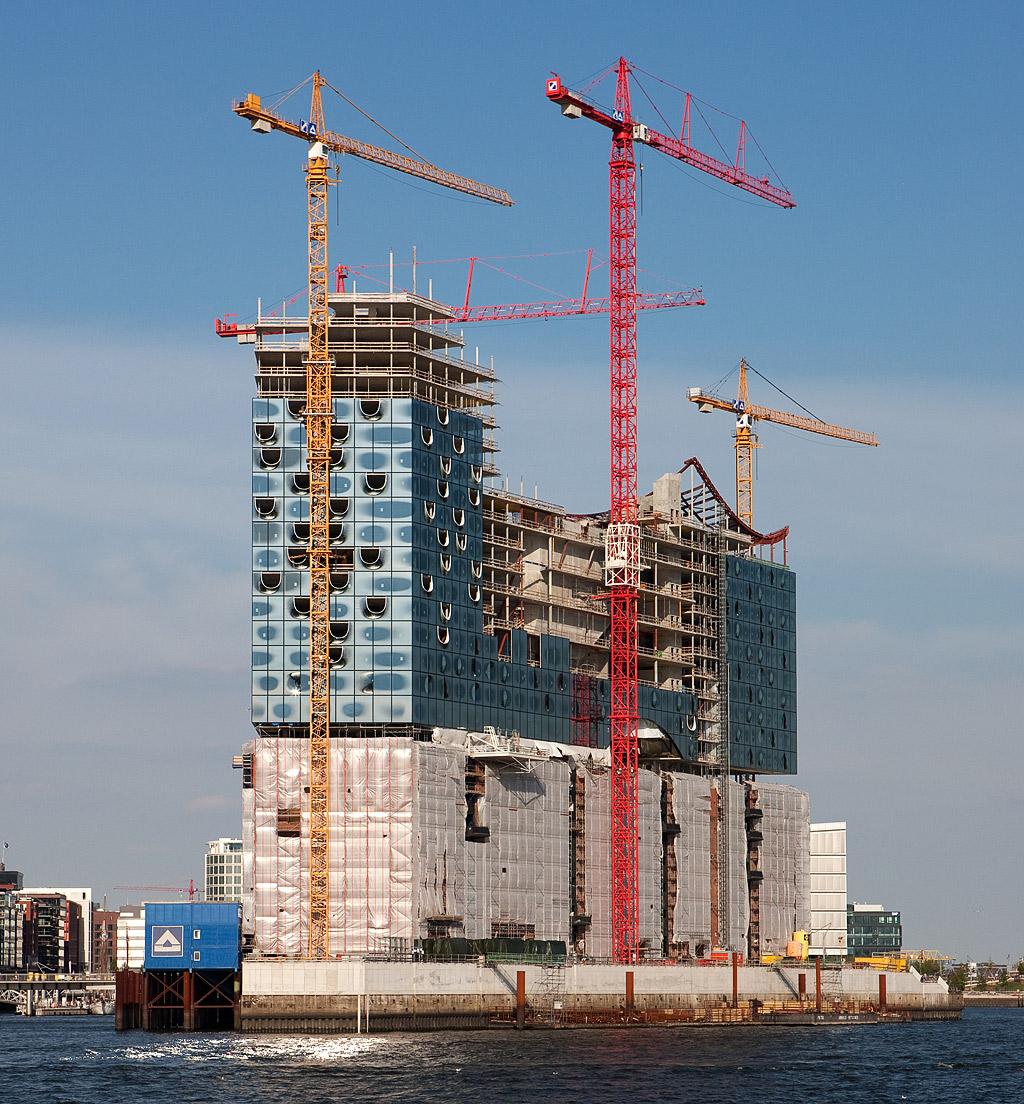
Umstrittenes Bauprojekt Elbphilharmonie, Baufortschritt: Wasserseite, August 2010

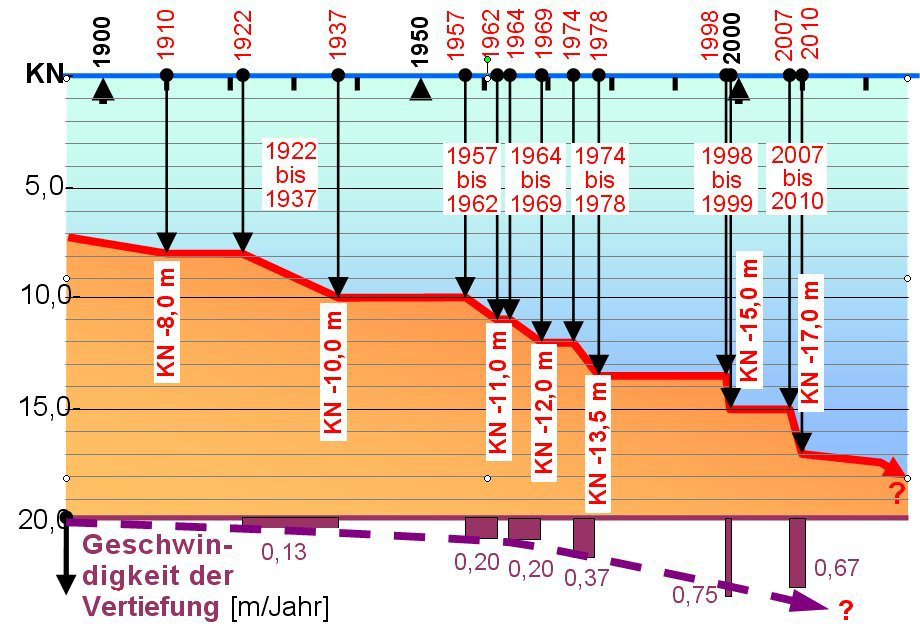
Konflikt Elbvertiefung: historische und geplante Vertiefung der Elbe

Im Jahr 2011 gab es eine Reihe von Konflikten im Umwelt und Naturschutz, die im Rahmen der Umwelthauptstadt offensichtlich wurden. Hamburg gehört zu den wenigen Metropolen in Deutschland, die im gesamten Stadtgebiet keine Umweltzone eingeführt hatte. Die Elbvertiefung, Luftverschmutzung auch verursacht durch den Hafen, Kritik an der Stadtplanung (Elbphilharmonie, gescheitertes Stadtbahn-Projekt, IKEA Altona u. a.), der Bau des Kohlekraftwerkes Moorburg und eine restriktive Naturschutzpolitik sind schwelende Konflikte.
Diese Konflikte führten auch zur scharfen Kritik an dem Status als Umwelthauptstadt. Viele Verbände und Einzelpersonen warfen der Stadt „Greenwashing“ vor. „Die Stadt missbraucht diesen Titel für Werbezwecke. Ernsthafte Zukunftsprojekte im Energie- und Verkehrsbereich fehlen“, sagte ein Greenpeace-Sprecher zu der Auszeichnung. Im Laufe des Jahres gab es immer wieder Proteste von Bürgern und Verbänden, weil sich Aktionen der BSU (Behörde für Stadtentwicklung- und Umweltschutz) zur Umwelthauptstadt mit den eigentlichen Zielen nicht vereinbaren ließen.
Wenige Tage vor dem offiziellen Startschuss zog sich der Landesverband Hamburg des Bund für Umwelt und Naturschutz Deutschland (BUND) aus allen offiziellen Projekten zurück, da er das Konzept kritisierte. Landesgeschäftsführer Manfred Braasch sagte damals dem Hamburger Abendblatt zur Begründung: „Es ist unerträglich, dass eine Europäische Umwelthauptstadt ein Unternehmen wie Siemens zum Hauptsponsor macht, das wie kein anderes für den Bau von Atomkraftwerken steht und in diesem Bereich nach eigener Aussage sogar Weltmarktführer werden will“. Deshalb zog der BUND nicht nur seine Vorschläge für den sogenannten Zug der Ideen, sondern auch für alle weiteren Projektideen zurück. Die Stadt konterte, dass die Sponsoren des Projekts sorgfältig ausgesucht und überprüft worden seien, und es gebe an Siemens nichts auszusetzen.
Monika Schaal (spätere Umweltpolitische Sprecherin) von der SPD zeigte zu diesem Zeitpunkt Verständnis für die Entscheidung des BUND: „Es ist zwar schade, aber ich kann die Reaktion nachvollziehen. Es ist wenig sensibel von der Stadt, dass ein umstrittenes Unternehmen wie Siemens als Premiumpartner ausgewählt wurde.“ Nach dem Regierungswechsel im Frühjahr 2011 führte die SPD die Konzeption der Umwelthauptstadt ihrer Vorgänger weiter.
Auch Greenpeace Deutschland, das seinen Sitz in der Hansestadt hat, übt scharfe Kritik. Die Umweltschutz-Organisation beteiligte sich nicht an Projekten im Zusammenhang mit der Auszeichnung Europäische Umwelthauptstadt.
Die bekannte Primatenforscherin Jane Goodall sollte im August 2011 in der Unilever-Konzernzentrale zur Botschafterin der Umwelthauptstadt Europas ernannt werden. Robin Wood erklärte: „Wir glauben, dass Unilever der schlechteste Gastgeber in Hamburg ist, den man sich vorstellen kann.“ Der Lebensmittel- und Haushaltschemie-Konzern sei einer der größten Abnehmer von Palmöl weltweit, einem Produkt, für das im großen Stil Regenwald vernichtet wird. Nach den Protesten verlegte die BSU die Veranstaltung.

## Wirkungen
Im Jahr der Umwelthauptstadt beschloss der Hamburger Senat die Erweiterung des Naturschutzgebietes Reit und kündigte eine Umweltkomponente bei den Hafengebühren an. Die Ausweitung von Naturschutzgebieten ist teilweise eine Folge von Bauprojekten: Die Stadt muss entsprechende Ausgleichsmaßnahmen schaffen.